# Memecylon pusilliflorum
Memecylon pusilliflorum är en tvåhjärtbladig växtart som beskrevs av Célestin Alfred Cogniaux. Memecylon pusilliflorum ingår i släktet Memecylon och familjen Melastomataceae. Inga underarter finns listade i Catalogue of Life.